# Diecezja Gwalior
Diecezja Gwalior – diecezja rzymskokatolicka w Indiach. Została utworzona w 1999 z terenu archidiecezji Bhopal.

## Ordynariusze
- Joseph Kaithathara (1999–2016)
- Thomas Thennatt SAC (2017–2018)
- Joseph Thykkattil (od 2019)